# Кадек, Ален
Ален Кадек (фр. Alain Cadec) — французский политик, член партии Республиканцы, депутат Европейского парламента, президент Совета департамента Кот-д’Армор.

## Биография
Родился 21 июня 1953 г. в городе Сен-Бриё (департамент Кот-д’Армор). Получил степень бакалавра в своем родном городе, а затем диплом DEUG факультета экономики университета Ренн I. Работал в бухгалтерской фирме, затес страховым агентом. Одновременно  в 1993 году руководил предвыборной кампанией депутата Кристана Даниэля, а затем, до 1997 года, был его помощником в Национальном собрании Франции.
Самостоятельная политическая карьера Ален Кадека началась в 1995 году, когда он по оппозиционному списку прошел в городской совет Сен-Бриё. В 2001 году был переизбран в этот совет по списку, возглавляемому Брюно Жонкуром, а в 2003 году стал первым вице-мэром. По итогам выборам 2008 года сохранил пост первого вице-мэра. С 2001 по 2009 годы был вице-президентом агломерации Сент-Бриё.
В 2001 году Ален Кадек впервые избирается в Генеральный совет департамента Кот-д’Армор от кантона Сен-Бриё-Нор; в 2008 году он переизбирается в Генеральный совет. С 2004 по 2015 годы он был лидером оппозиции в Генеральном совете департамента Кот-д’Армор.В 2007 году предпринял попытку завоевать мандат депутата Национального собрания, но проиграл выборы в 1-м избирательном округе кандидату социалистов.
На выборах в Европейский парламент 2009 года Ален Кадек был включен под третьим номером в список партии Союз за народное движение по округу  Запад (регионы Бретань, Пеи-де-ла-Луар и Пуату — Шаранта). С учетом 27,15 % голосов, полученных списком, он получил мандат депутата Европарламента, после чего, из-за невозможности совмещения более двух мандатов, вышел из городского совета Сен-Бриё. На выборах в Европейский парламент 2014 года он уже возглавлял партийный список по округу Запад и сохранил мандат депутата. В Европейском парламенте стал председателем Комиссии по рыболовству.
В марте 2015 года в паре с Моник Ле Ве он был избран в обновленный орган управления департамента — Совет департамента Кот-д’Армор, в котором впервые за 39 лет правые получили большинство. 2 апреля 2015 года Ален Кадек был избран президентом Совета.
Поддерживал Франсуа Фийона на праймериз правых в преддверии президентских выборов 2017 года, а затем Лорана Вокье на выбора председателя партии Республиканцы.

## Занимаемые выборные должности
18.06.1995 — 18.03.2001 — член совет города Сен-Бриё

18.03.2001 — 14.07.2009 — первый вице-мэр города Сен-Бриё

18.03.2001 — 29.03.2015 — член Генерального совета департамента Кот-д’Армор от кантона Сен-Бриё-Нор 

с 07.06.2009 — депутат Европейского парламента 

с 02.04.2015 — президент Совета департамента Кот-д’Армор